# Kiekebusch (Schönefeld)
Kiekebusch è una frazione (Ortsteil) del comune tedesco di Schönefeld.

## Storia
Nel 2003 il comune di Kiekebusch venne aggregato al comune di Schönefeld.

## Geografia antropica
Alla frazione di Kiekebusch appartiene la località di Karlshof.